# أوين مكينتوش بورنس
أوين مكينتوش بورنس (بالإنجليزية: Owen McIntosh Burns)‏ هو قاضي ومحامي أمريكي، ولد في 6 سبتمبر 1892 في دانفيل في الولايات المتحدة، وتوفي في 26 أكتوبر 1952.